# Politiezone Lier
De Politiezone Lier (zonenummer 5360) is een Belgische politiezone bestaande uit één gemeente, namelijk de stad Lier. De politiezone behoort tot het gerechtelijk arrondissement Mechelen.
De zone wordt geleid door korpschef Stijn Van den Bulck. Het beheer en de organisatie van de zone worden uitgevoerd door burgemeester Rik Verwaest en de korpschef.
Het hoofdcommissariaat van de politiezone is gelegen aan het Paradeplein 1, op het terrein van de voormalige Dungelhoeffkazerne, vlak bij het stadskantoor. Het vernieuwde gebouw werd op 21 april 2006 ingehuldigd.